# Ústav půdní biologie a biogeochemie Biologického centra Akademie věd České republiky
Ústav půdní biologie a biogeochemie Biologického centra AV ČR je česká výzkumná instituce se sídlem v Českých Budějovicích, součást Biologického centra Akademie věd České republiky.
Laboratoř půdní biologie byla v rámci Ústavu krajinné ekologie Československé akademie věd (ČSAV) založena roku 1979. V roce 1986 se přetransformovala v samostatný Ústav půdní biologie ČSAV, od roku 1993 Akademie věd České republiky (AV ČR). V roce 2006 došlo ke sloučení Ústavu půdní biologie a několika dalších českobudějovických ústavů do nového Biologického centra AV ČR. V rámci něj vznikla v roce 2016 výzkumná infrastruktura SoWa, která byla v roce 2022 sloučena s Ústavem půdní biologie do Ústavu půdní biologie a biogeochemie Biologického centra AV ČR.